# Fulminát rtuťnatý
Fulminát rtuťnatý (chemický vzorec Hg(CNO)2, triviálně nazývaný třaskavá rtuť) je rtuťnatá sůl kyseliny fulminové. Jedná se o vysoce citlivou třaskavinu, historicky často používanou pro výrobu rozbušek a zápalek. Dnes se již z důvodu toxicity rtuti nepoužívá.

## Historie
Za objevitele třaskavé rtuti se někdy označuje Edward Howard, anglický chemik, který měl fulminát rtuťnatý připravit na přelomu 18. a 19. století. Podle jiných zdrojů připravil třaskavou rtuť poprvé Pierre Bayer (dvorní lékař Ludvíka XVI) nebo irský chemik William Higgins.

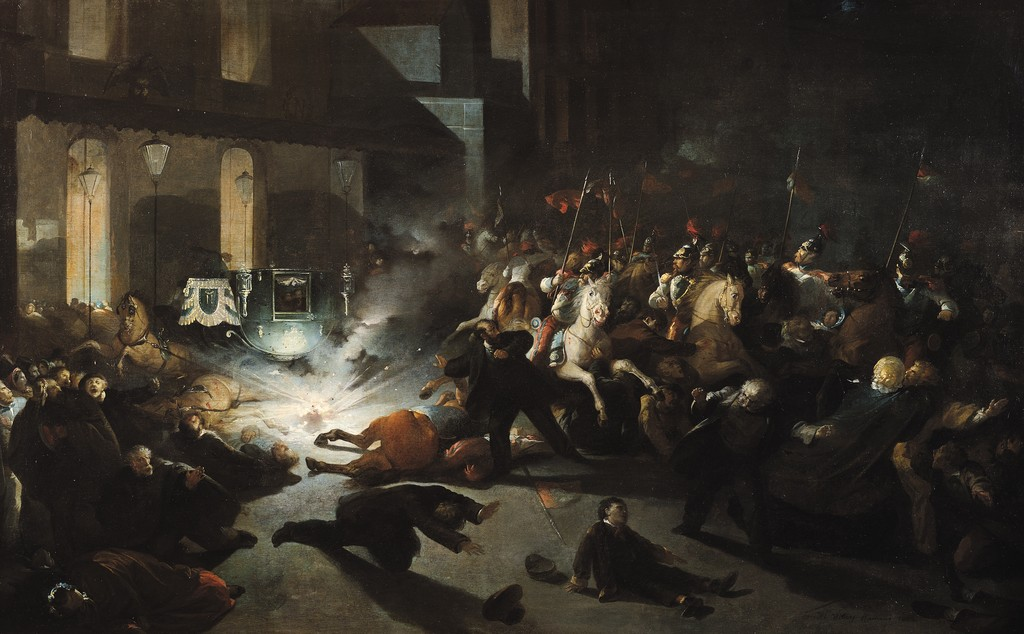
Olejomalba znázorňující atentát na Napoleona III. za použití třaskavé rtuti

Italský revolucionář Felice Orsini při neúspěšném atentátu na Napoleona III. údajně použil 1,5 kg fulminátu rtuťnatého, který převezl z Londýna do Paříže nasycený vodou, aby zabránil nechtěnému výbuchu.

## Fyzikálně chemické vlastnosti
Fulminát rtuťnatý tvoří obvykle bílý nebo šedý prášek, lze jej ale také připravit krystalický. Sypná hustota práškové látky se pohybuje mezi 1,3 - 1,8 g/cm3, krystalický vykazuje hustotu 4,43 g/cm3.
Ve vodě je prakticky nerozpustný, dobře se rozpouští v amoniaku a pyridinu.
Chemicky čistá látka je za normální teploty stabilní, explozivní rozklad nastává při teplotách nad 50 °C. Vlhký reaguje snadno s různými kovy jako je hliník, hořčík nebo zinek a působí jejich rychlou korozi. Proto se zásadně nepoužívá v rozbuškách s hliníkovým obalem. Typickým obalovým materiálem je měď nebo mosaz. Podle barvy kovového obalu lze tedy usuzovat na náplň rozbušky. Hliníkové (stříbrný kovový obal) rozbušky jsou povětšinou azidové a červené (barva mědi) nebo zlatavé (mosaz) obsahují fulminát.

## Pyrotechnické vlastnosti a využití
Jako výbušnina vykazuje tyto základní vlastnosti:
| Energie výbuchu      | 427 kcal/kg  |
| Detonační rychlost   | 5 000 m/s    |
| Objem spalných plynů | 243 l/kg     |
| Teplota vzbuchu      | 210 °C       |
| Citlivost k nárazu   | 0,18 kgm/cm3 |

Suchá třaskavá rtuť je velmi citlivá na inicializaci plamenem, statickou elektřinou, nárazy a třením. Její příprava a manipulace s ní je jako u všech třaskavin velmi nebezpečná.
Pyrotechnické využití třaskavé rtuti se omezuje prakticky pouze na výrobu rozbušek, které slouží k inicializaci výbuchu většího množství klasické trhaviny s vysokým trhacím účinkem a větší stabilitou. Dříve se pro výrobu rozbušek používal samotný fulminát rtuti nebo jeho směs s chlorečnanem draselným KClO3 a sulfidem antimonitým Sb2S3
V dřívější době se rozbušky vyráběly převážně z astrylových směsí, v nichž byla třaskavá rtuť kombinována s azidy stříbra a olova. Snaha omezit množství fulminátu rtuti v pyrotechnice je motivována jednak jeho poměrně velkou cenou, ale především z důvodu vysoké toxicity rtuti a jejích sloučenin.
V dnešní době již žádné rozbušky neobsahují fulminát rtuťnatý, ale azid olovnatý.
Nakládání s fulminátem rtuťnatým se podřizuje obecným pravidlům pro práci s třaskavinami. Především je nutno zcela eliminovat blízký kontakt s prsty a pracovat s gramovými množstvími.

## Výskyt v médiích
Díky tomu, že se jedná o snadno připravitelnou výbušninu, je fulminát rtuťnatý často využíván tvůrci akčních filmů a seriálů, například v seriálu Zákon a pořádek nebo Status: Nežádoucí.
Třaskavou rtuť použil i středoškolský učitel chemie a výrobce drog Walter White v jednom z dílů seriálu Perníkový táta. Věrnost scény skutečnému chování fulminátu byla částečně zpochybněna, jelikož by bylo obtížné vyrobit tak čistý a velký krystal, jaký byl k vidění v seriálu. Krystal by pak sice explodoval při prudkém vhození na podlahu místnosti, ale ve skutečnosti by nejspíš explodoval ještě dříve při zobrazeném neopatrném zacházení.